# Brezje pri Kumpolju
Brezje pri Kumpolju so naselje v Občini Litija. Brezje ležijo južno od Gabrovke, na majhnem hribu in je s treh strani obrasla z gozdom. Skozi vas pelje kolovozna pot, po dolini pa teče potok, ki predstavlja mejo med Brezjem in Tlako. 
V se pride iz Gabrovke v smeri proti Mirni in na križišču za Dole zaviješ desno, lahko pa tudi s ceste Gabrovka-Čatež, če nekaj metrov pred Lazarjem zaviješ levo.
V vasi je 5 kmetij, od tegapa obdelujejo zemljo samo 3 domačije. Dve sta opuščeni. Ljudje se največ ukvarjajo s kmetijstvom, poleg tega hodijo še v službo. Dve hiši imata samo po enega prebivalca, pri dveh pa jih je več.  
Cesta, ki povezuje Gabrovko z Lazarjem, je še iz rimskih časov. Brezje je leta 1943 med 2. svetovno vojno pogorelo. Nemci so s Tlake streljali zažigalne izstrelke. Na Tlaki so tedaj ubili 7 ljudi in še 7 iz bližnje okolice. Pokopavale so jih domačinke iz vasi. V Brezjah tedaj ni bilo žrtev, saj o v vasi živeli nemško govoreči ljudje, ki so Nemce pregovorili. Zaminirali so tudi grad Turn, požgali hleve in kozolec na Marofu. Do tega je prišlo zaradi tega, ker so partizani podrli dva lesena mostova in so s tem zaustavili nemške premike. Ti so se obrnili nazaj proti Tlaki in se maščevali nad ljudmi. Leta 1944 so bile Brezje ponovno požgane. Prišlo je tudi do boja med Nemci in partizani.
V vasi je tudi kapelica, ki je bila zgrajena leta 1902.